# Abubakari Yahuza
Abubakari Yahuza (Sekondi-Takoradi, 8 agosto 1983) è un ex calciatore ghanese, di ruolo centrocampista.

## Carriera

### Club
Tra il 2006 ed il 2010 nell'arco di quattro stagioni ha totalizzato complessivamente 83 presenze e 9 reti nella prima divisione israeliana (oltre a 3 presenze in seconda divisione); ha invece trascorso tutto il resto della carriera giocando nella prima divisione ghanese.

### Nazionale
Ha partecipato ai Giochi Olimpici del 2004, nei quali ha giocato 3 partite senza mai segnare; in seguito, tra il 2004 ed il 2006 ha giocato anche 5 partite con la nazionale ghanese.